# Albești, Botoșani
Albești este satul de reședință al comunei cu același nume din județul Botoșani, Moldova, România.